# 프레야 아담스

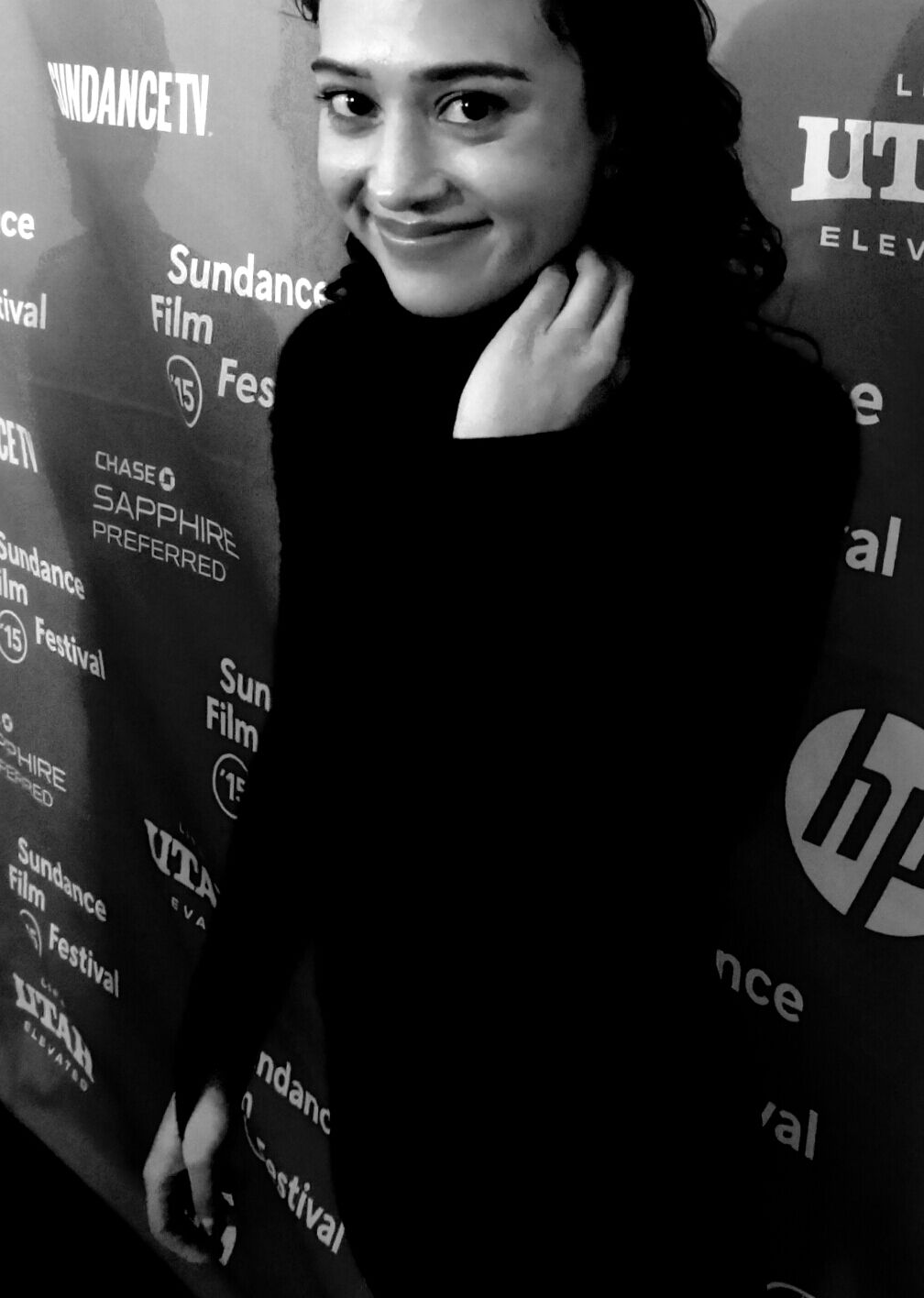

프레야 애덤스(Freya Adams)는 미국의 배우이다.
휘턴에서 태어났다.

## 출연 작품

### 영화
- 내일은 오지 않을지도 몰라 (2003)
- 더 나은 선택 (2015, Advantageous)

### 텔레비전
- 애즈 더 월드 턴즈 (2007)
- 블랙리스트 (2014)
- 그리고 파티는 끝났다 (2011)